# San Mateo la Curva
San Mateo la Curva är en ort i Mexiko.   Den ligger i kommunen Tepetitlán och delstaten Hidalgo, i den sydöstra delen av landet, 80 km norr om huvudstaden Mexico City. San Mateo la Curva ligger 2 036 meter över havet och antalet invånare är 335.
Terrängen runt San Mateo la Curva är kuperad åt nordväst, men åt sydost är den platt. Runt San Mateo la Curva är det ganska tätbefolkat, med 185 invånare per kvadratkilometer. Närmaste större samhälle är Tula de Allende, 10,5 km söder om San Mateo la Curva. I omgivningarna runt San Mateo la Curva växer huvudsakligen savannskog.